# Bá quốc Bretzenheim
Bretzenheim là một Thân vương quốc ở Đức thời tiền Napoléon. Nó được tạo ra vào năm 1790 cho Thân vương Karl August (1769-1823) thuộc dòng Wittelsbach-Bretzenheim của Nhà Wittelsbach, con hoang hoàng gia của Karl Theodore, Tuyển hầu xứ Bayern và Pfalz.
Lãnh thổ của nó ở miền trung nước Đức ngày nay, đã được hòa giải với Hessen-Darmstadt vào năm 1803, và lãnh thổ phía Bắc Hồ Constance (cựu thành bang đế chế Lindau) đã được hòa giải với Đại công quốc Áo vào năm 1804.
Trước năm 1789-1790, nó là Lãnh địa Hoàng gia và có một số người cai trị quan trọng, bao gồm Ambrosius Franz, Bá tước xứ Virmont. Năm 1772, Tuyển hầu xứ Pfalz mua lãnh địa (được nâng lên thành Bá quốc hoàng gia 1774) cho con trai mình.

## Lịch sử
Bretzenheim lần đầu tiên được nhắc đến trong một tài liệu vào năm 1057, khi Đức Tổng Giám mục Anno II của Köln trao hai ngôi làng Winzenheim và Bretzenheim cho Richeza  (góa phụ của Vua Mieszko II của Ba Lan) làm thái ấp. Cho đến năm 1789, Tuyển hầu quốc Köln nắm quyền hành chính đối với Bretzenheim, lúc đó bao gồm Winzenheim và Planig. Sau đó Bretzenheim được Hành cung Bá tước xứ Rhein, Bá tước Falkenstein thuộc nhiều gia tộc khác nhau cai trị. Năm 1664, Hoàng đế Leopold I nâng Bretzenheim lên vị trí cai trị trực tiếp. Năm 1669, ông mua lại các làng Dasbach, Kettenbach và Hausen (gần Idstein) từ Nam tước Cornberg. Sau khi Bá tước Alexander IV của Velen qua đời mà không có người thừa kế vào năm 1733, tổng giám mục của Köln đã tịch thu thái ấp và trao nó vào năm 1734 cho Bá tước Ambrosius Franz von Virmont, người này cũng mất vào năm 1744 mà không có người thừa kế. Sau đó Nam tước Ignaz Felix von Roll zu Bernau nắm quyền cai trị Bretzenheim năm 1747. Ông đã bán vùng đất này vào năm 1772 với giá 300.000 Gulden cho Bá tước Karl August von Heydeck (con trai ngoài giá thú của Tuyển hầu tước Karl Theodor xứ Bayern và Pfalz). Karl August được phong làm Bá tước Đế quốc vào năm 1774 và Thân vương vào năm 1789, khi Bretzenheim nâng lên từ Tuyển hầu quốc thành vương địa. Tuy nhiên từ năm 1795, Bá quốc bị người Pháp chiếm đóng và phá hủy trong chiến tranh liên minh. Sau Đại hội Vienna năm 1815, Bretzenheim được hợp nhất vào Tỉnh Rhine của Phổ.

## Thân vương của Bretzenheim
- Karl August (1790–1804)